# Ophthalmidiidae
Ophthalmidiidae es una familia de foraminíferos bentónicos de la superfamilia Nubecularioidea, del suborden Miliolina y del orden Miliolida. Su rango cronoestratigráfico abarca desde el Anisiense (Triásico medio) hasta la Actualidad.

## Discusión
Clasificaciones previas incluían a Ophthalmidiidae en la superfamilia Cornuspiroidea.

## Clasificación
Ophthalmidiidae incluye a los siguientes géneros:
- Cornuloculina
- Edentostomina
- Eoophthalmidium †
- Gsollbergella †
- Hydrania †
- Karaburunia †
- Ophthalmidium †
- Ophthalmina
- Paraophthalmidium †
- Praeophthalmidium †
- Spirophthalmidium

Otros géneros considerados en Ophthalmidiidae son:
- Atsabella
- Densophthalmidium
- Hauerinella, aceptado como Cornuloculina
- Oculina, aceptado como Ophthalmidium
- Rupertianella, aceptado como Edentostomina
- Sinophthalmidium †
- Sphaerophthalmidium, considerado sinónimo posterior de Spirophthalmidium
- Variophthalmidium